# Musculus longus colli
Der Musculus longus colli, auch Musculus longus cervicis genannt (von lateinisch musculus „Muskel“, longus „lang“, collum „Hals“ bzw. griechisch kerbikárion „Kopfhalter“), zu deutsch langer Halsmuskel, ist ein quergestreifter Muskel (Skelettmuskel), welcher am ventralen Teil der Halswirbelsäule zwischen deren ersten Halswirbel (dem Atlas) und dem dritten Brustwirbel verläuft. Der Muskel lässt sich in drei Teile gliedern:
- Pars obliqua superior musculi longi colli: Ursprung Tubercula anteriora der Querfortsätze der Halswirbel 3 bis 5, Ansatz Tuberculum anterius des Atlas
- Pars recta musculi longi colli (liegt zwischen den anderen zwei Anteilen); Ursprung Vorderseiten der Halswirbelkörper 5 bis 7 und Vorderseiten der Brustwirbelkörper 1 bis 3, Ansatz Vorderseiten der Halswirbel 2 bis 4
- Pars obliqua inferior musculi longi colli: Ursprung Vorderseiten der Brustwirbelkörper 1 bis 3, Ansatz Tubercula anteriora der Querfortsätze der Halswirbel 5 und 6.

Die Blutversorgung erfolgt über die Arteria cervicalis ascendens, Arteria vertebralis, Arteria cervicalis profunda und Arteria intercostalis suprema.

## Funktion
Der einseitig isolierte Musculus longus colli führt bei seiner Kontraktion zu einer Beugung zur Seite des aktiven Muskels hin und Rotation (Drehung) der Halswirbelsäule. Bei beidseitiger Kontraktion führt er zu einer Ventralflexion (Beugung nach vorne) der Halswirbelsäule; gemeinsam mit dem M. rectus capitis anterior wird so der Kopf zum „Ja“ geneigt.

## Klinische Bedeutung
Der Muskel wird häufig durch Schleudertraumata verletzt, welche ihre Ursache meistens in Autounfällen haben.
Einige Wissenschaftler führen die fehlerhafte Lordose von Schleudertraumapatienten auf Verletzungen dieses Muskels zurück.
Bei Operationen an der Halswirbelsäule (Dekompression von anterior) muss der Muskel partiell abgelöst werden, um an das Bandscheibenfach gelangen zu können.
Gemeinsam mit den anderen prävertebralen Muskeln polstert der M. longus colli die Vorderfläche der Halswirbelsäule und verhindert so, dass der Pharynx auf den Wirbeln reibt.